# 박하늬

## 학력
=

## 방송진행
- FM음악프로그램 진행